# 崮山镇
崮山镇，是中华人民共和国山東省威海市环翠区下辖的一个乡镇级行政单位。2019年被评为中国文化百强镇。

## 行政区划
崮山镇下辖以下地区：
南虎口村、北虎口村、壁子村、庙口村、西村、中村、讲东村、岭西村、河东村、鲍家山村、陈家庄村、柳家庄村、艾于庄村、巨崖村、沙龙王村、刘家滩村、张家滩村、卫家滩村、皂埠村、百尺所村、所前庄村、岭后村、邵家庄村和九家疃村。